# Liste der Kommunalwappen mit der Jakobsmuschel in Spanien
Dieser Artikel enthält die Liste der Kommunalwappen mit der Jakobsmuschel in Spanien. Die Wappen sind nach den Städten und Gemeinden innerhalb der Autonomen Gemeinschaften Spaniens sortiert.
Als Jakobsmuscheln oder Pilgermuscheln werden zwei nahe verwandte Arten von Muscheln bezeichnet, die beide zur Gattung Pecten gehören. Der Name Jakobsmuschel geht auf den heiligen Jakobus, den Schutzpatron der Pilger, zurück, dessen Erkennungszeichen die Muschel ist.

## Andalusien
Andalusien (spanisch Andalucía [andaluˈθi.a]) ist die südlichste Gemeinschaft, die auf dem spanischen Festland liegt. Andalusien grenzt im Süden an das Mittelmeer und den Atlantik, im Westen an Portugal. Die Hauptstadt Andalusiens ist Sevilla. Andalusien ist in die acht Provinzen Almería, Cádiz, Córdoba, Granada, Huelva, Jaén, Málaga und die Sevilla unterteilt.

Lage Andalusiens in Spanien
Benamejí
Benitagla
Bentarique
Corteconcepción
Cortes y Graena
El Castillo de las Guardas
Macharaviaya
Pechina
Villanueva de San Juan
Villanueva del Ariscal
Villarrodrigo

## Aragonien
Aragonien (span. und aragonesisch Aragón, katalanisch Aragó) liegt im Nordosten Spaniens. Sie grenzt im Norden auf dem Hauptkamm der Pyrenäen an Frankreich, Hauptstadt ist Saragossa. Aragonien gliedert sich in die drei Provinzen Huesca, Saragossa (Zaragoza) und Teruel.

Lage Aragoniens in Spanien
Balconchán
Castiello de Jaca
Villafeliche

## Asturien

Lage Asturiens in Spanien

Asturien (spanisch Asturias bzw. offiziell Principado de Asturias (Fürstentum Asturien), asturisch Asturies bzw. Principáu d'Asturies) liegt im Nordwesten Spaniens. Das Territorium der Autonomen Gemeinschaft ist identisch mit dem der Provinz Asturien, früher Provinz Oviedo. Die Hauptstadt ist Oviedo.

Belmonte de Miranda

Links oben das Wappen der Familie Miranda (in Rot fünf Jungfrauenrümpfe in natürlichen Farben, unter dem Busen eine silberne Muschel haltend); rechts oben Abänderung in Erinnerung an das Wappen der Familie Cienfuegos (zehn Feuer); unten Wappen der Zisterzienserkongregation von Kastilien

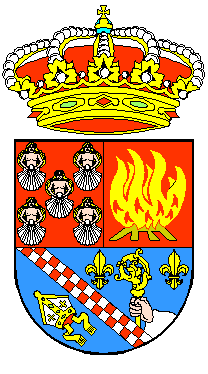
Belmonte de Miranda (Variante)
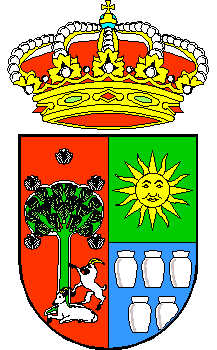
Cabranes
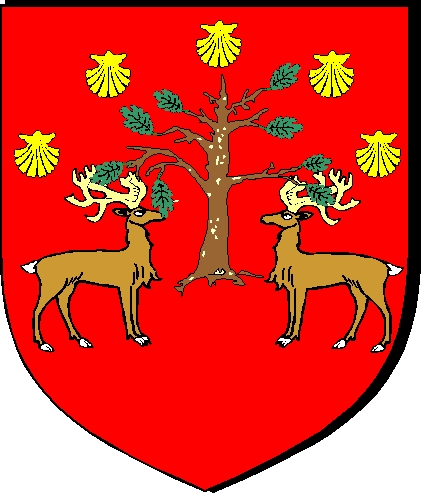
Morteraescud
Muros de Nalón
Salas
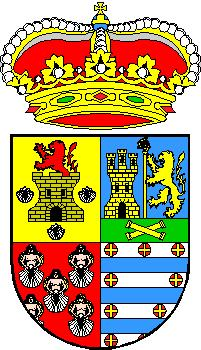
Salas (Variante)
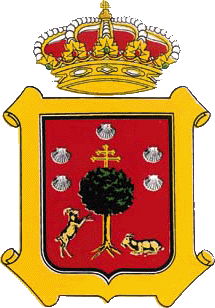
Santo Adriano
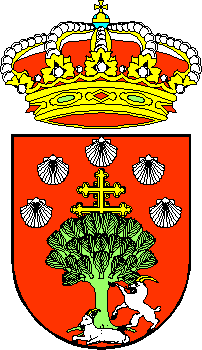
Santo Adriano (Variante)
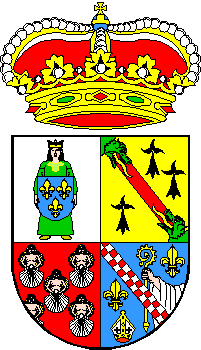
Somiedo
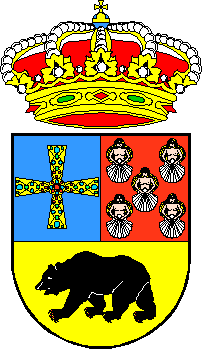
Teverga

Teverga (Variante)

Oben das Siegeskreuz mit zwei Engeln (cruz de los angeles = Engelskreuz), bezieht sich auf das Wappen des Erzbischofs von Oviedo; unten links, Variante des Wappens der Familie Focella mit dem umlaufenden
Text: „O CUAN BIEN LO HIZO BELLIDO CON LA ESPADA EN LA MANO“ (Oh wie gut es Bellido gemacht hat mit dem Schwert in der Hand); unten rechts das Wappen der Familie Miranda.

Die Familien Focella und Miranda waren ebenso wie das Erzbistum Oviedo lange Zeit Lehnsherren der Gemeinde und fanden so Eingang in das Wappen.

## Balearische Inseln
Die Balearischen Inseln (katalanisch: Illes Balears, span.: Islas Baleares) oder Balearen sind eine Inselgruppe im westlichen Mittelmeer. Zur Autonomen Gemeinschaft gehören neben den eigentlichen Balearen mit den Hauptinseln Mallorca und Menorca auch die Pityusen mit Ibiza und Formentera.

Lage der Balearischen Inseln
Binissalem Mallorca
Marratxí Mallorca
Sant Joan de Labritja Ibiza

## Baskenland
Die Autonome Gemeinschaft Baskenland (baskisch Euskal Herria oder Euskadi, span. País Vasco; Vollbezeichnung bask. Euskal Autonomia Erkidegoa, span. Comunidad Autónoma del País Vasco) liegt im Nordosten Spaniens, an der Grenze zu Frankreich. Die Hauptstadt ist Vitoria-Gasteiz. Die Autonome Gemeinschaft ist nicht identisch mit dem Baskenland im kulturellen Sinne, zu dem über die Autonome Gemeinschaft hinaus auch das französische Baskenland zählt und zu dem von manchen auch die vor allem in ihrem Nordwesten baskisch geprägte spanische Foralgemeinschaft Navarra gezählt wird.

Lage des Autonomen Gemeinschaft Baskenland in Spanien
Abadiño
Aulestia
Ermua
Mañaria

## Extremadura
Die Extremadura liegt, an Portugal grenzend, im Südwesten Spaniens, Hauptstadt ist Mérida. Die autonome Gemeinschaft umfasst die Provinzen Cáceres und Badajoz.

Lage der Extremadura in Spanien
Benquerencia
Bienvenida
Calzadilla de los Barros
Fuente del Maestre
Llera
Madroñera
Puebla de Obando
Torremenga
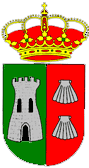
Torremenga (Variante)
Trasierra

## Galicien

Lage Galiciens
in Spanien

Galicien (span. Galicia, galicisch Galicia oder Galiza; offiziell galic. Comunidade Autónoma de Galicia, span. Comunidad Autónoma de Galicia) liegt im Nordwesten Spaniens. Sie gliedert sich in die vier Provinzen A Coruña, Lugo, Ourense und Pontevedra. Der Name geht auf die keltischen Gallaeker (auch Kallaiker, lateinisch: Callaici) zurück, ein kelto-iberisches Volk, das im Altertum in dieser Region siedelte.

### Provinz A Coruña

Provinz A Coruña
Provinz A Coruña (Variante)
A Coruña
Ames
Arteixo
Arzúa
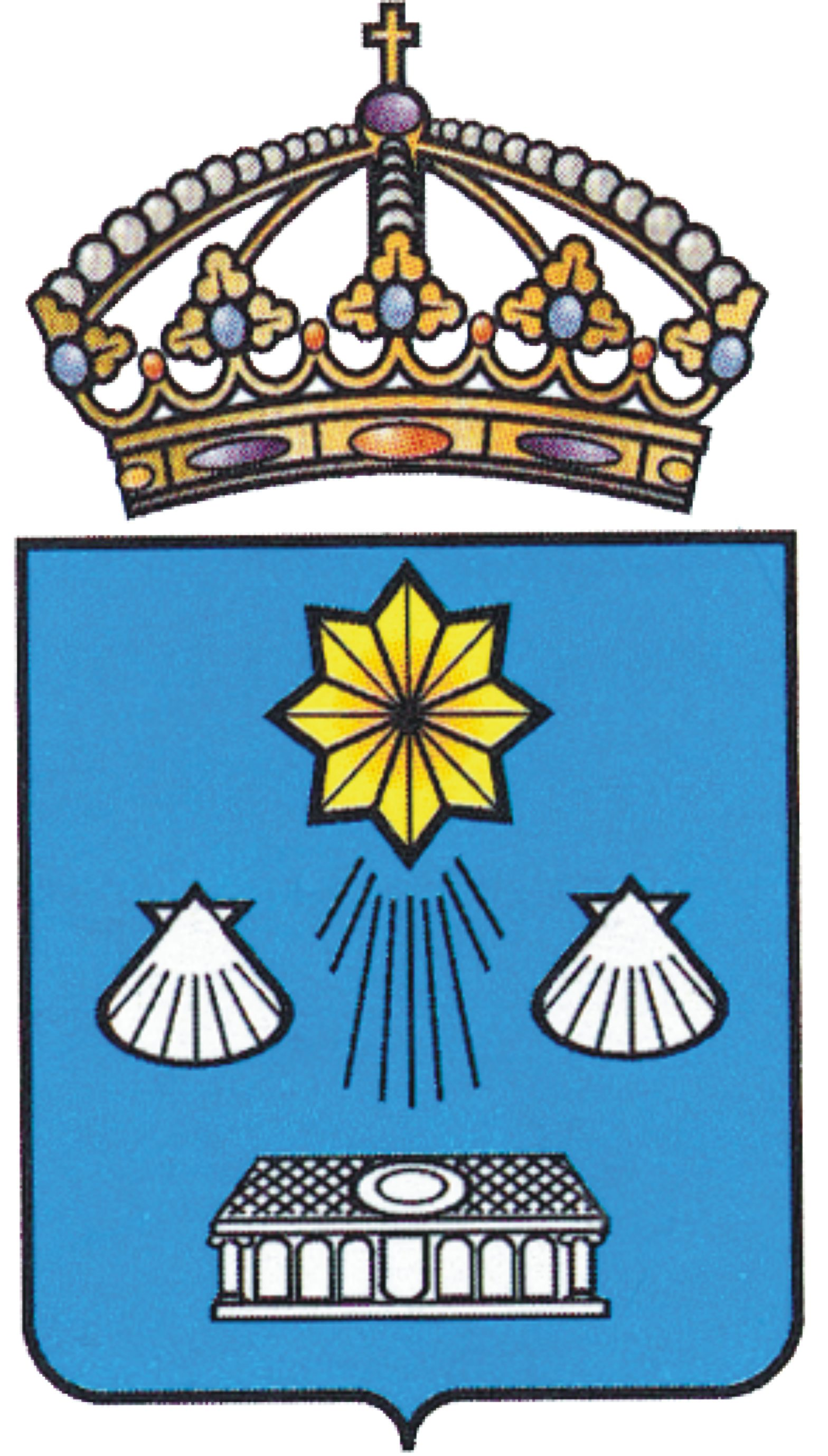
Arzúa (Variante)
Boimorto
Boqueixón
Cambre
Carral
Coristanco
Culleredo
Dodro
Mañón
Muros
Muros (Variante)
Paderne
Rois
Rois (Variante)
Rois (Variante)
Santa Comba
Sobrado
Sobrado (Variante)
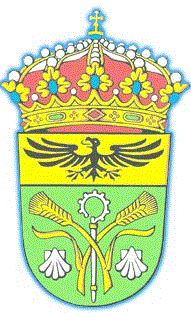
Sobrado (Variante)
Teo
Toques
Vedra
Vedra (Variante)

### Provinz Lugo

Begonte
Folgoso de Caurel
Fonsagrada
Láncara
Lourenzá
Lourenzá (Variante)
Pedrafita del Cebreiro
Samos
Samos (Variante)
Samos (Variante)
Sarria
Sarria (Variante)
Triacastela

### Provinz Ourense

Castrelo do Val
Monterrey
Padrenda
Sarreaus
Sarreaus (Variante)
Sarreaus (Variante)
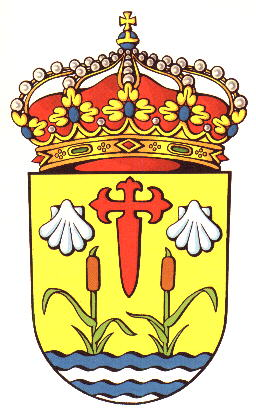
Sarreaus (Variante)
Viana do Bolo
Viana do Bolo (Variante)
Vilar de Barrio
Vilardevós

### Provinz Pontevedra

A Estrada
A Illa de Arousa
Bembrive
Cangas de Morrazo
Cangas de Morrazo (Variante)
Nigrán
Nigrán (Variante)
Pontecesures
Redondela

## Kanarische Inseln
Die Kanarischen Inseln (span.: Islas Canarias)  sind eine Inselgruppe im östlichen Zentralatlantik, etwa 100 bis 500 Kilometer westlich des südlichen Marokko gelegen.
Die Kanaren bestehen aus den sieben Hauptinseln Teneriffa, Fuerteventura, Gran Canaria, Lanzarote, La Palma, La Gomera sowie El Hierro, sechs Nebeninseln La Graciosa, Alegranza, Lobos, Montaña Clara, Roque del Este und Roque del Oeste sowie einigen kleineren unbewohnten Felsinseln (Anaga, Salmor und Garachico).

Lage der Kanarischen Inseln
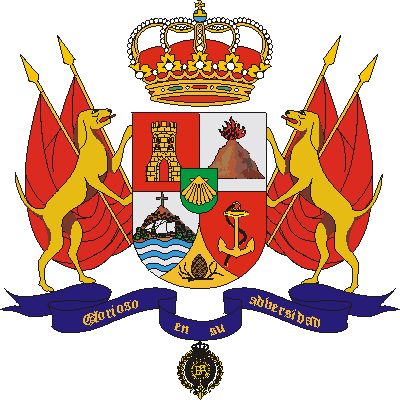
Garachico
San Juan de la Rambla
San Juan de la Rambla (Variante)

## Kantabrien
Kantabrien (spanisch Cantabria) ist eine am Golf von Biscaya gelegene Autonome Gemeinschaft im Norden Spaniens. Sie besteht lediglich aus der gleichnamigen Provinz. Hauptstadt Kantabriens ist die Hafen- und Industriestadt Santander.

Lage Kantabriens in Spanien
Ruesga

## Kastilien-La Mancha
Kastilien-La Mancha (span. Castilla-La Mancha, offiziell Comunidad Autónoma de Castilla-La Mancha) umfasst die Provinzen Albacete, Ciudad Real, Cuenca, Guadalajara und Toledo. Hauptstadt ist Toledo. Kastilien-La Mancha gehört zu der historischen zentralspanischen Landschaft Kastilien und ist auch als Neukastilien bekannt.

Lage der Autonomen Gemeinschaft Kastiliens-La Manscha in Spanien
Alcabón
Alcabón (Variante)
Aulestia
Corral de Almaguer
Horcajo de Santiago
Jara
Noblejas
Piqueras del Castillo
Socovos
Valdeconcha
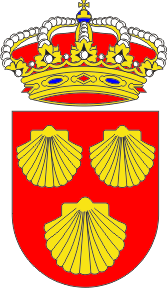
Villahermosa
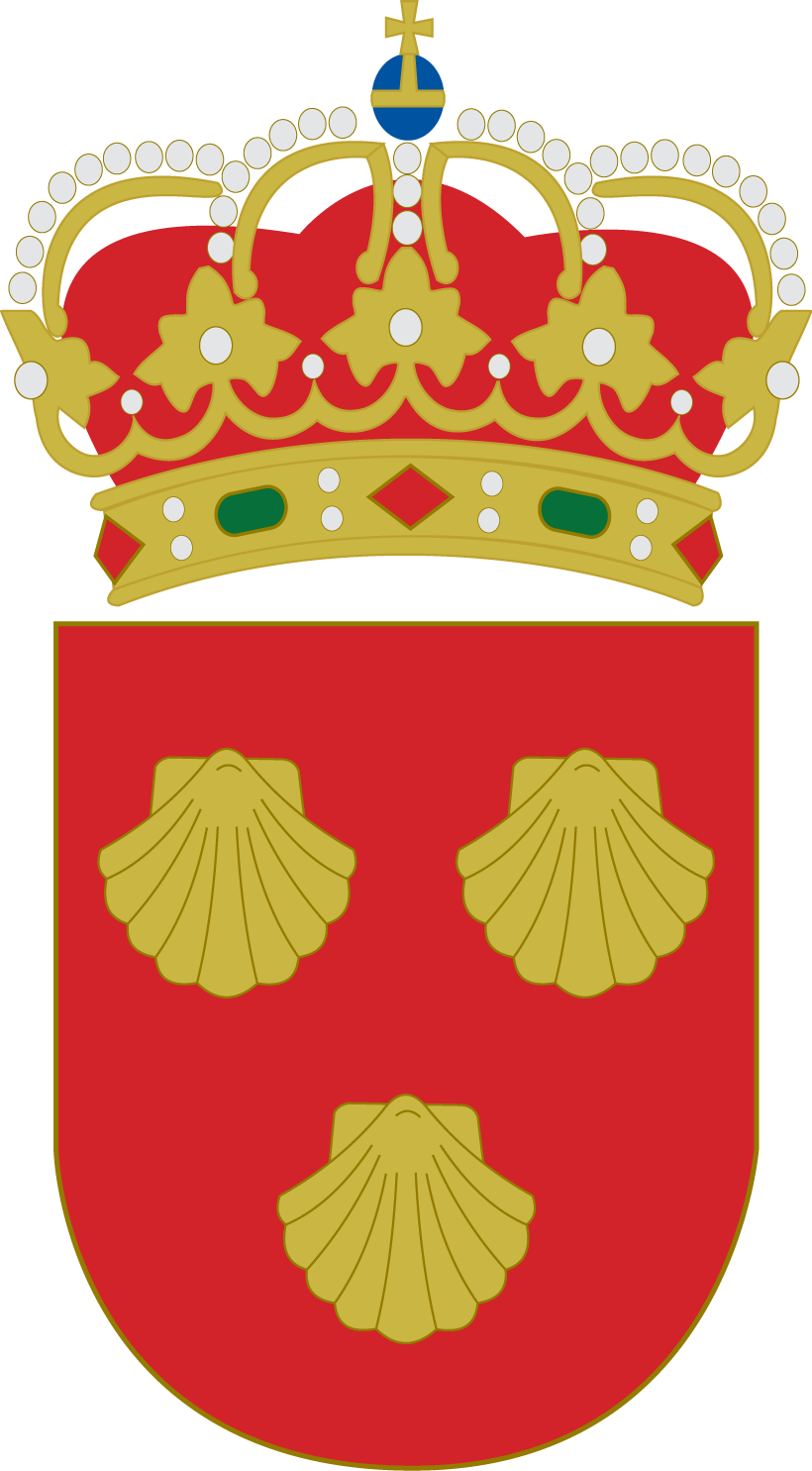
Villahermosa (Variante)

## Kastilien und León

Lage der Autonomen Gemeinschaft Kastilien und León in Spanien

Kastilien und León (span. Castilla y León) ist die flächenmäßig größte autonome Gemeinschaft Spaniens. Sie umfasst die Nordmeseta, eine zwischen 600 und 800 Meter über dem Meeresspiegel liegende von Randgebirgen begrenzte Hochebene im Nordwesten Zentralspaniens. Der westliche Teil bildet die historische Landschaft León, der als Altkastilien bekannte zentrale und östliche Teil gehört zur historischen Landschaft Kastilien, die Hauptstadt ist Valladolid. Kastilien-León gliedert sich in neun Provinzen: Ávila, Burgos, León, Palencia, Salamanca, Segovia, Soria, Valladolid sowie die Zamora.

### Provinz Burgos

Ameyugo
Arroyal
Atapuerca
Barrios de Colina
Cardeñadijo
Carrias
Castildelgado
Hontoria de Valdearados
Hornillos del Camino
Itero del Castillo
Pedrosa del Príncipe
Peñaranda de Duero
Quintanavides
Rabé de las Calzadas
Redecilla del Camino
Rubena
Santovenia de Oca
Villambistia

### Provinz León

Verband der Gemeinden von Agua del Bierzo
Cacabelos
Chozas de Abajo
El Burgo Ranero
Gordoncillo
Molinaseca
San Andrés del Rabanedo
Santa Colomba de Somoza
Trabadelo
Valdefresno
Villaturiel
Villadangos del Páramo
Villasabariego

### Provinz Palencia

Boadilla del Camino
Calzada de los Molinos
Revenga de Campos
San Román de la Cuba

### Provinz Salamanca

Aldeadávila de la Ribera
Calzada de Valdunciel
El Payo
Escurial de la Sierra
Gallegos de Solmirón
Lagunilla
Morille
Pedrosillo de Alba
Pitiegua
Saldeana
Salvatierra
Villares de Yeltes
Villasbuenas

### Provinz Soria

Fuentearmegil

### Provinz Valladolid

Villanueva de los Caballeros

### Provinz Zamora

Camarzana de Tera
Micereces de Tera
Santovenia
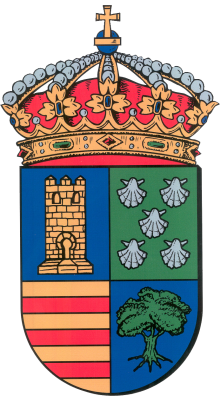
Tábara

## Katalonien
Katalonien (katal. Catalunya [kətəˈluɲə], span. Cataluña [kataˈluɲa], aranesisch Catalonha [kataˈluɲa]) liegt im Nordosten der Iberischen Halbinsel zwischen der Mittelmeerküste und den Pyrenäen. Die Hauptstadt ist Barcelona. Aufgrund geschichtlicher und kultureller Besonderheiten gilt die Region neben dem Baskenland und Galicien als eine der „historischen Autonomen Gemeinschaften“ (span. autonomías históricas).

Lage Kataloniens in Spanien
Granja d'Escarp
Espinelvas
Olesa de Bonesvalls
Orís
Sant Jaume dels Domenys
Sant Jaume dels Domenys (Variante)

## La Rioja
La Rioja [la'rjoxa] ist gleichzeitig Provinz und autonome Gemeinschaft im Norden Spaniens. Hauptstadt Logroño.

Lage La Riojas in Spanien
Region La Rioja
Region La Rioja (Variante)
Region La Rioja (Variante)
Region La Rioja (Variante)
Alesanco
Leiva

## Madrid
Die Autonome Gemeinschaft Madrid (span. Comunidad de Madrid) liegt auf der Hochebene Neukastiliens, unmittelbar südlich des Kastilischen Scheidegebirges. Die autonome Gemeinschaft besteht lediglich aus der gleichnamigen Provinz und umfasst den Ballungsraum rund um die Hauptstadt Madrid.

Lage der Autonomen Gemeinschaft Madrid in Spanien
Lozoya

## Valencia
Die Valencianische Gemeinschaft (amtlich valencianisch Comunitat Valenciana, span. Comunidad Valenciana) ist eine an der Mittelmeerküste gelegene Autonome Gemeinschaft. Sie umfasst die drei Provinzen Valencia, Alacant und Castelló. Hauptstadt der Autonomen Gemeinschaft ist die Stadt Valencia.

Lage der Region Valencia in Spanien
Albatera
Algemesí
Almoines
Beniflà
Benijófar
Callosa d’en Sarrià
Confrides
Finestrat
La Nucia
Planes
Relleu
Zarra

## Historische Wappen desSpanischen Kolonialreichs

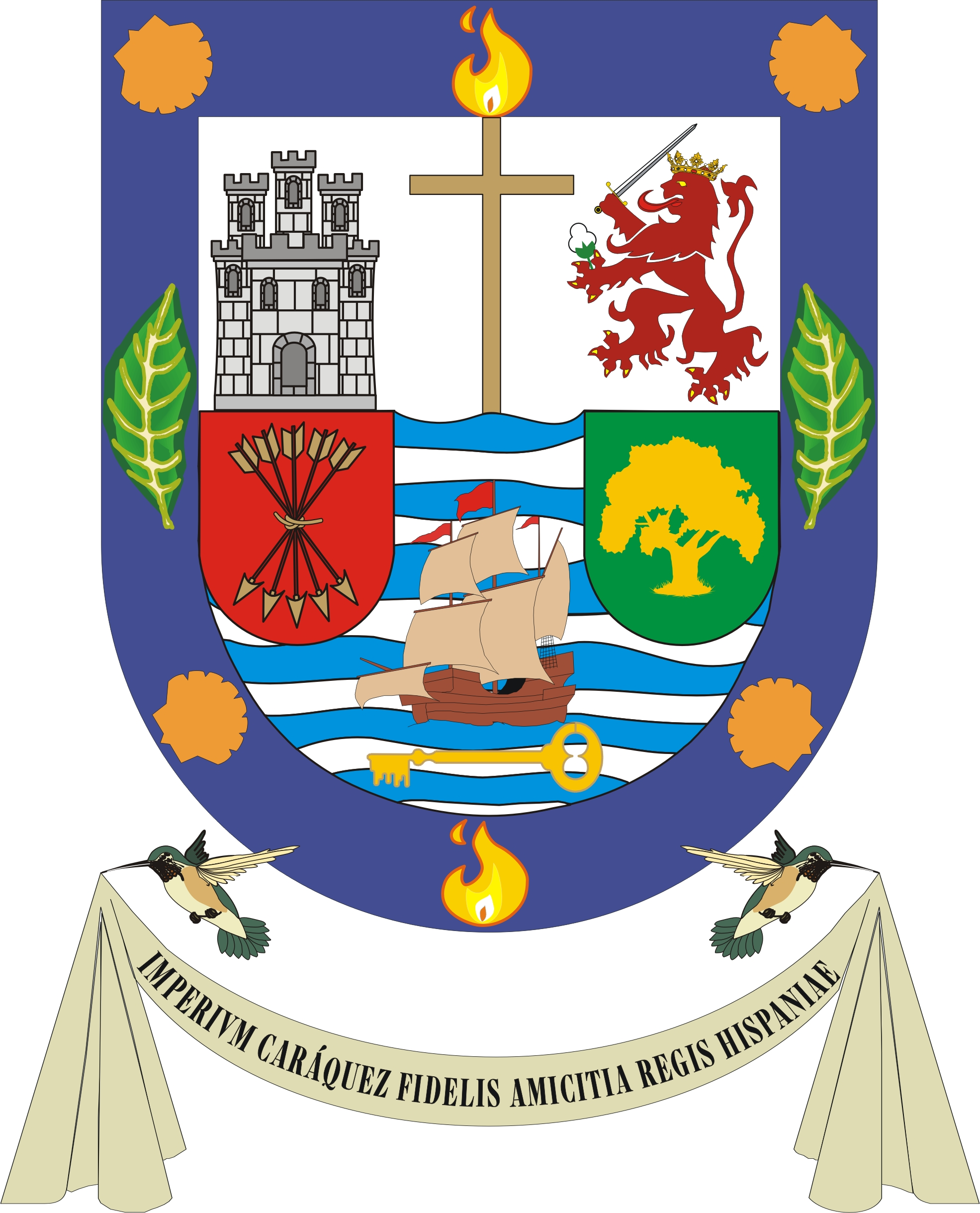
Gobierno de Caráquez
Caracas
Guatemala (historisch)